# Альколеа-де-Тахо
Альколеа-де-Тахо (ісп. Alcolea de Tajo) — муніципалітет в Іспанії, у складі автономної спільноти Кастилія-Ла-Манча, у провінції Толедо. Населення — 873 особи (2010).
Муніципалітет розташований на відстані близько 140 км на південний захід від Мадрида, 95 км на захід від Толедо.
На території муніципалітету розташовані такі населені пункти: (дані про населення за 2010 рік)
- Альколеа-де-Тахо: 479 осіб
- Ель-Берсіаль-де-Сан-Рафаель: 5 осіб
- Ель-Берсіаль: 378 осіб
- Вісталегре: 11 осіб

## Демографія
Динаміка населення (INE ):

## Галерея зображень

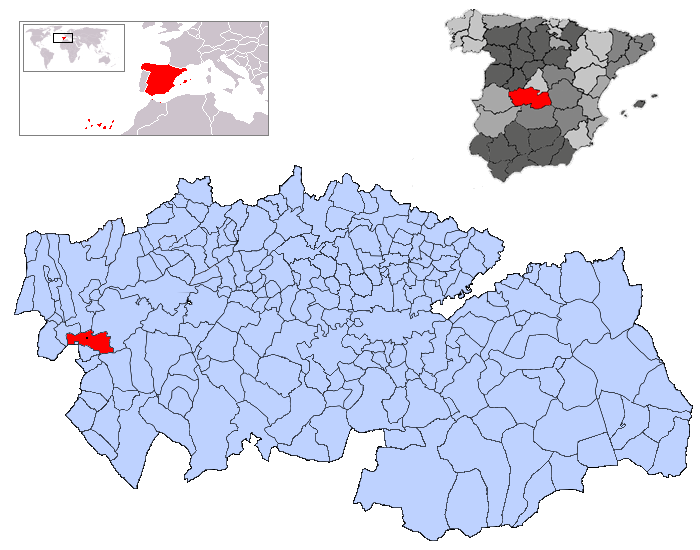
Розташування муніципалітету у провінції Толедо
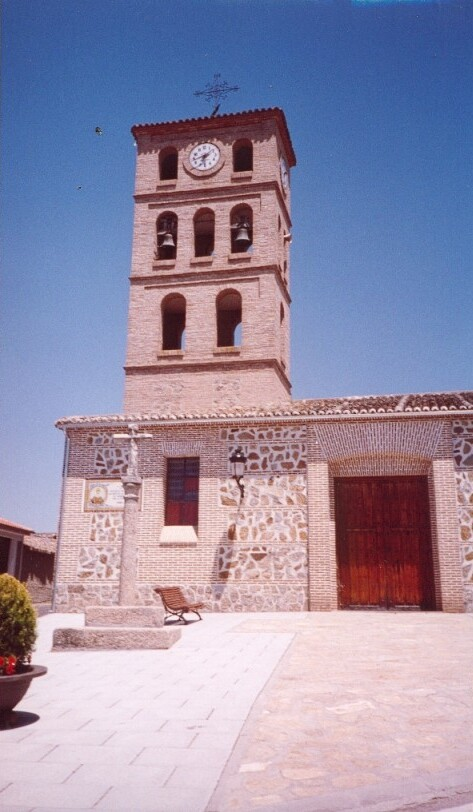
Парафіяльна церква Нуестра-Сеньйора-де-ла-Асунсьйон